# Bulbophyllum moramanganum
Bulbophyllum moramanganum är en orkidéart som beskrevs av Rudolf Schlechter. Bulbophyllum moramanganum ingår i släktet Bulbophyllum och familjen orkidéer. Inga underarter finns listade i Catalogue of Life.